# Корнишон

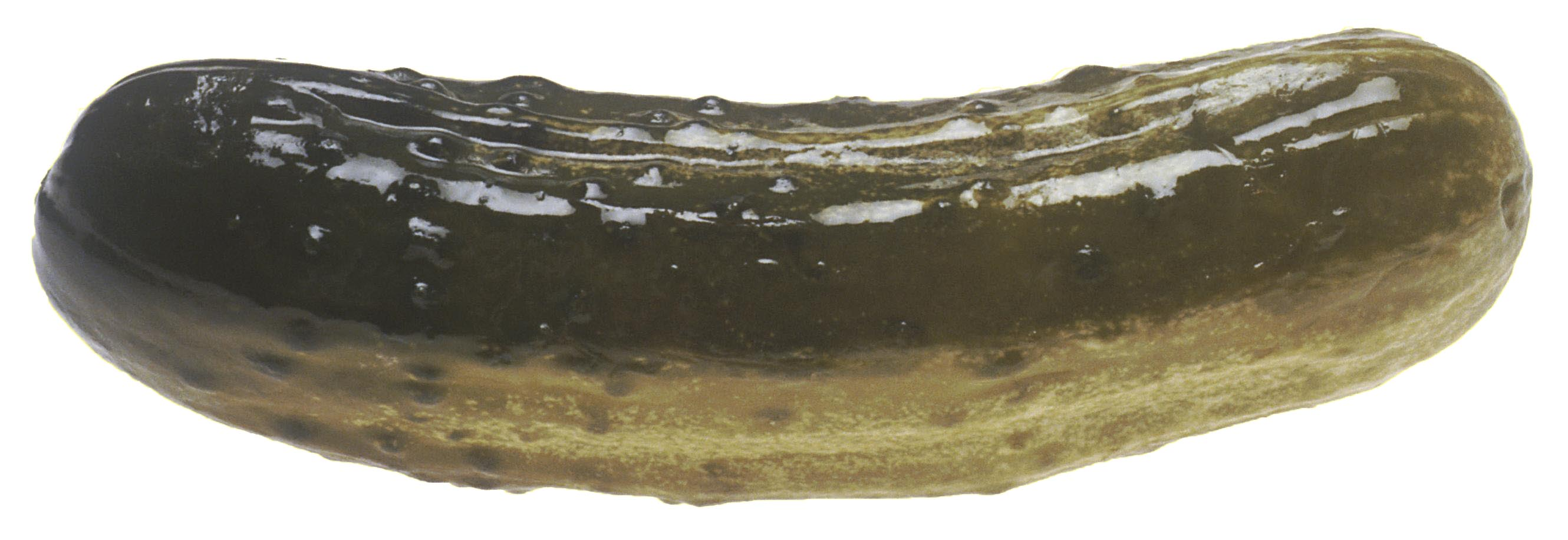
Корнишон

Корнишо́н (от фр. cornichon) — название нескольких групп мелкоплодных сортов растений вида огурец посевной (Cucumis sativus L.), и их мелких плодов, снятых до полного созревания и используемых для консервирования обычно методом маринования. Традиционно длина таких плодов немного более 4 см, но не достигает 8 см.
Термин нередко применяют и к снятым вскоре после окончания цветения плодам обычных сортов огурца обыкновенного, что неправильно. Зачастую любые маринованные огурцы небольшого размера называют корнишонами. Производителями сельскохозяйственной продукции понятие «корнишон» используется и просто как обозначение высококачественных плодов растений вида огурец, предназначенных для маринования и засолки.
В XIX веке обычно использовали другое написание этого слова — «корнишот».